# 아프가니스탄 이슬람당
아프가니스탄 이슬람당(파슈토어: د افغانستان اسلامي حزب) 또는 헤즈비 이슬라미는 아프가니스탄의 정당이다. 소련-아프가니스탄 전쟁 당시 아프가니스탄 인민민주당 정부와 싸운 일반적인 무자헤딘을 의미한다. 굴부딘 헤크마티아르에 의해 파슈툰족 이데올로기를 근간으로 1975년 설립되었다. 사우디아라비아의 이크완을 모방하고 아프가니스탄의 다양한 부족 파벌을 통일된 이슬람 국가로 대체하고자 했다.